# Maceda (Hiszpania)
Maceda – gmina w Hiszpanii, w prowincji Ourense, w Galicji, o powierzchni 101,93 km². W 2011 roku gmina liczyła 3112 mieszkańców.